# Juan Modesto Castro
Juan Modesto Castro, fue un  escritor chileno nacido en Santiago de Chile el 15 de junio de 1898 y fallecido en Talca el 16 de agosto de 1943.

## Biografía
Se licenció en ingeniería en la universidad Católica. Pasó a trabajar en minas en la Cordillera central. Aficionado a la literatura comenzó a escribir libros sobre sus vivencias. En 1936 publicó su primera novela Cordillera Adentro. Fue un escritor alejado de los círculos literarios de su tiempo, basándose toda su obra en su vivencia personal. En 1938 escribió la su segunda novela, la que sería su novela más conocida Aguas estancadas , con la que obtuvo varios premios. En 1941 terminaría su última novela, Las quedadas que sería publicada póstumamente por su hija en los años noventa.

## Fuente
- Juan Modesto Castro (1898-1943) memoriachilena.cl

- Datos: Q6456175